# Yasser al-Habib
Yasser al-Habib (em árabe: شيخ ياسر الحبيب) é um clérigo xiita Kuwaitiano, nascido em 1979.
Em novembro de 2003 foi preso no Kuwait, sob a acusação de profanação religiosa por ter insultado os Sahaba (companheiros do Profeta), personalidades que para os sunitas (que ele refere-se como Bacris, ou seguidores de Abacar) são inatacáveis. Tendo sido libertado em fevereiro de 2004, ele deixou o Kuwait e radicou-se na Inglaterra.
Por ser um intelectual religioso de altíssimo nível e profundo conhecedor da história islâmica antiga, recebeu os títulos honoríficos de 'Allamah e Hujjat al-Islam. E como consequência de sua eloquente acidez discursiva e seus insultos, tem sido um dos principais alvos da perseguição sunita, que já incluiu tentativas de assassinato e diversas ameaças de morte.
Em setembro de 2010, ele provocou a ira dos sunitas chamando Aixa, a esposa do Profeta Maomé, de "inimiga de Deus" pois, segundo a tradição ultraortodoxa xiita, ela teria sido a responsável por seu envenenamento. Em Outubro de 2010, o líder supremo iraniano, aiatolá Ali Khamenei, tentou acalmar as tensões entre xiitas e sunitas, emitindo um fatwa contra Yasser al-Habib por seus insultos contra as esposas e companheiros do Profeta.
Atualmente vive em Londres, onde estabeleceu a organização de religiosos xiitas Khoddam al-Mahdi.

## Declarações de Yasser al-Habib que enfureceram os sunitas
As declarações abaixo foram extraídas dos vídeos e artigos de Yasser al-Habib e podem ser encontradas em seu site oficial al-Qatrah:
- "Aixa e Hafsah - que a maldição de Allah recaia sobre elas - foram as responsáveis por envenenar (e causar a morte d)o Profeta."
- "Aixa era uma mulher indecente."
- "Abacar - que a maldição recaia sobre ele - foi um genocida que, muito antes de Saddam Hussein - que a maldição recaia sobre ele -, já fazia covas coletivas."
- "Omar - que a maldição de Allah recaia sobre ele - invadiu a casa de Fatima (filha do nobre Profeta) - que a paz seja derramada sobre ela - e a espancou provocando o aborto de Muhsin, que estava em seu ventre."
- "Bendito seja Abu Lulu' (responsável por matar o califa Omar a facadas)."